# Взрив (филм)
„Взрив“ (на английски: Blown Away) е американски екшън трилър от 1994 г. на режисьора Стивън Хопкинс и във филма участват Джеф Бриджис, Томи Лий Джоунс, Лойд Бриджис, Форест Уитакър и Сюзи Еймис. Филмът е разпространен и финансиран от студиото на „Ем Джи Ем“, който беше финансово затруднение. Главата на студиото беше бившия служител на „Парамаунт“ – Франк Манкуско старши.